# Estación de Vosves
La estación de Vosves es un apeadero ferroviario francés de la línea de Corbeil-Essonnes a Montereau, ubicada en el municipio de Dammarie-los-Lys (departamento de Seine-et-Marne).
Abierta en 1897 por la Compañía de ferrocarriles de París a Lyon y a Mediterráneo, es hoy un apeadero de la SNCF servida por los trenes de la línea D del RER. Se ubica a una distancia de 52,38 km de París.

## Historia

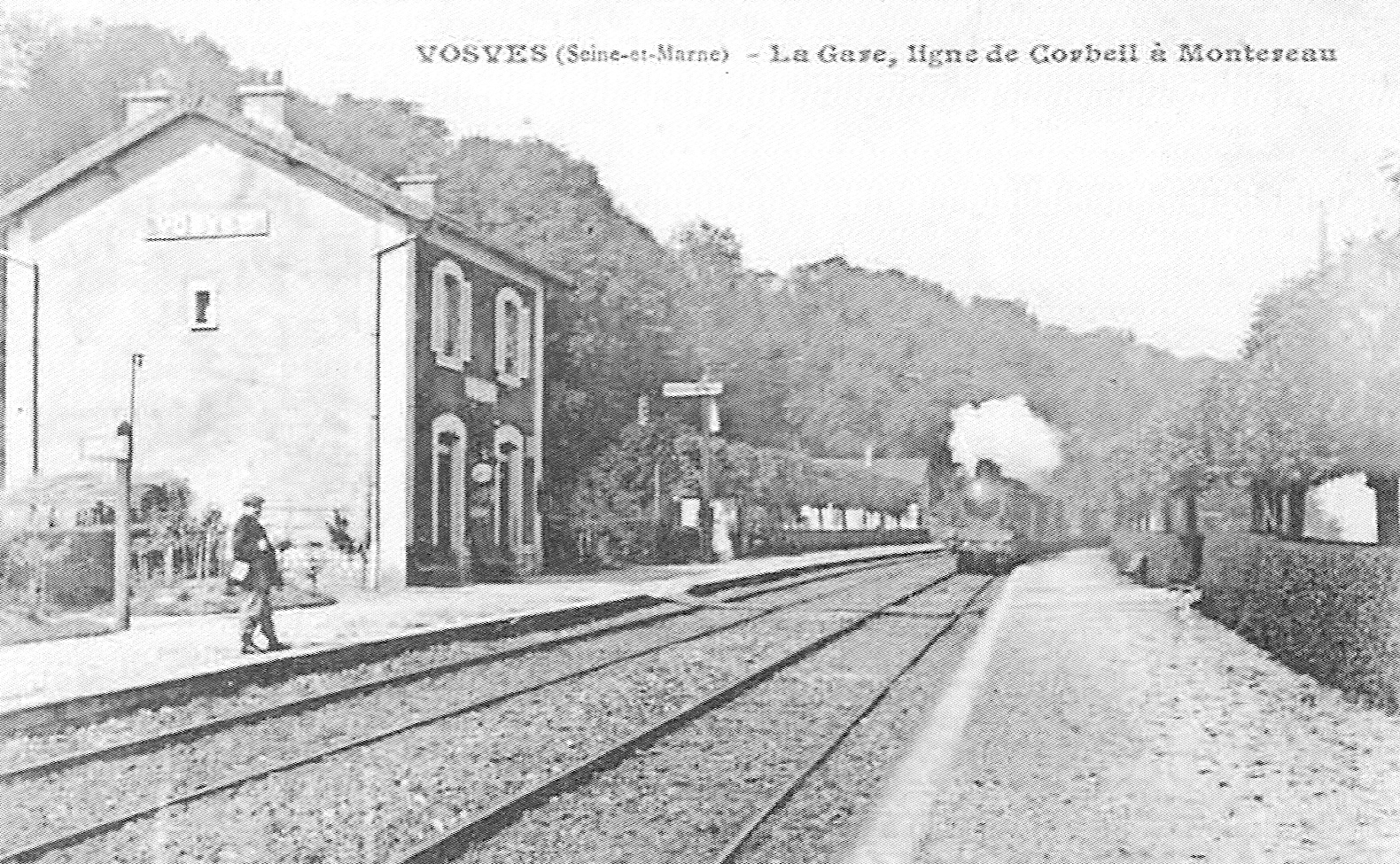
El interior de la estación al principio del.

En 2016, según las estimaciones de la SNCF, el usoanual de la estación es de 32.400 viajeros como en 2015. Esto supone una mejora respecto a los 21.600 de 2014.

## Servicios para viajeros

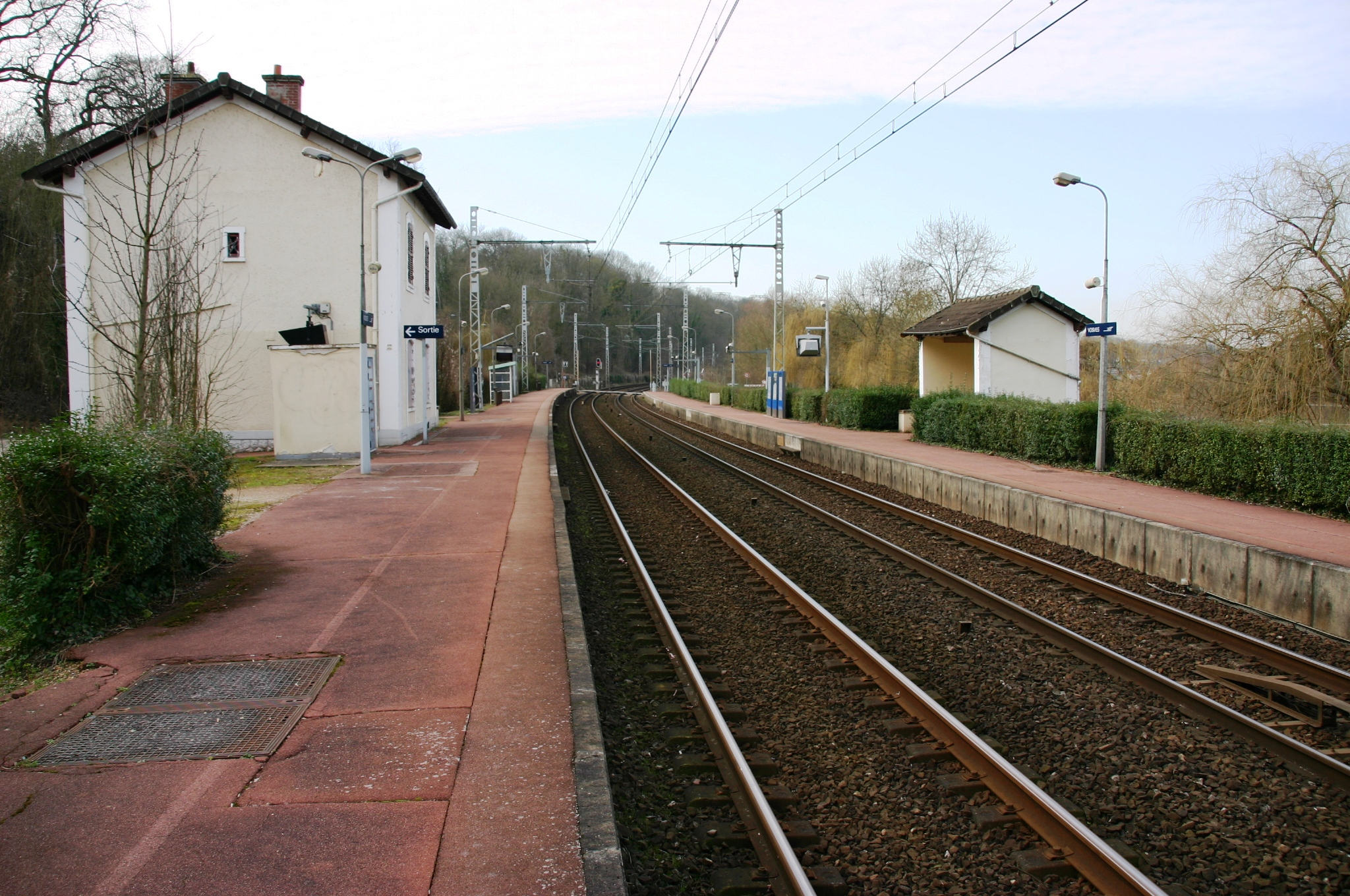
Los andenes de la estación.

### Recepción
La estación de Vosves ya no dispone de edificio de viajeros. No cuenta con operadores comerciales, solo se pueden comprar billetes en una máquina automática.
Cada andén de la estación está equipado de un abrigo para viajeros semicerrado.
Los accesos a los andenes se hacen únicamente desde las vías. No hay pasaje subterráneo ni pasarela; el paso de un andén al otro se hace por el paso a nivel ubicado inmediatamente al final oeste de la estación.

### Servicios
La estación es servida por los trenes del RER D. A las horas de punta, solo las lanzaderas Juvisy – Corbeil – Melun circulan. En las horas valle y los fines de semana, todos los trenes llegan hasta París.
Desde 2005, ya no pasan por el apeadero los trenes de Corbeil-Essonnes y de Melun por la tarde y por la noche:en sustitución, autobuses de Transilien aseguran la conexión entre Corbeil-Essonnes y Melun.

## Galería

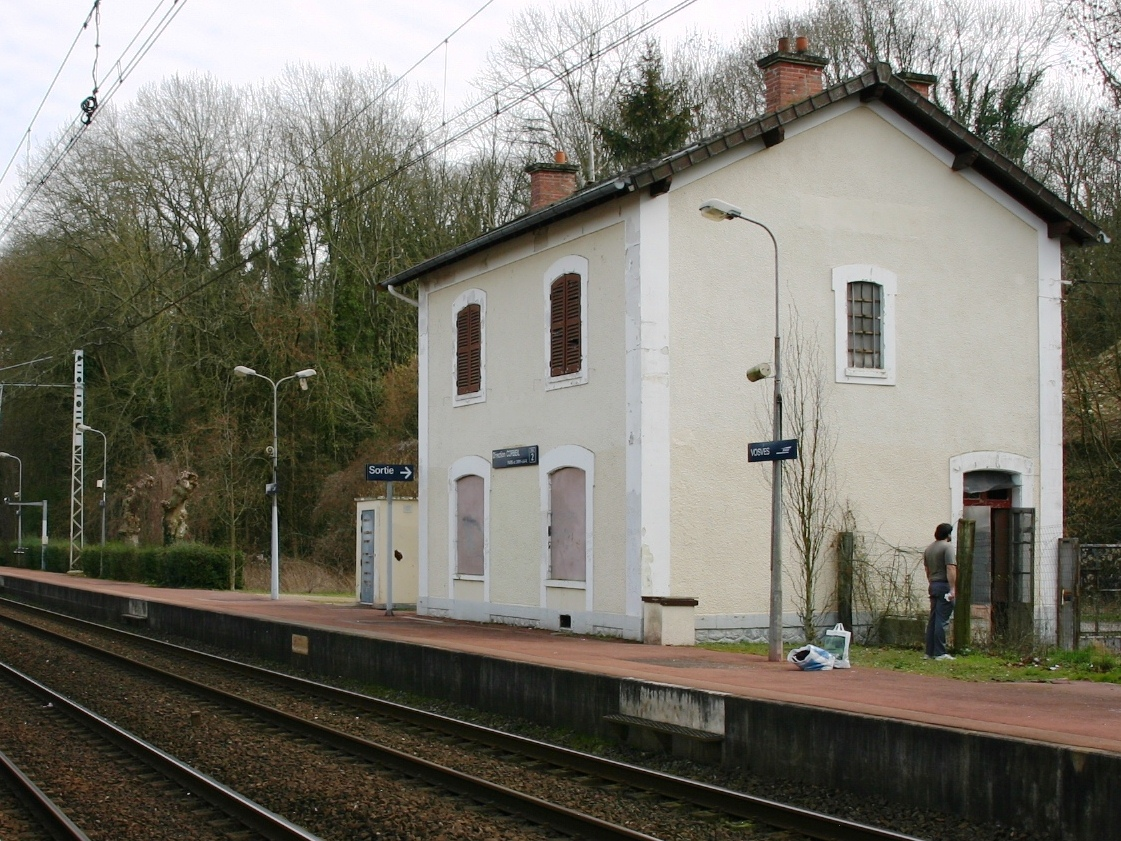
Antiguo edificio viajeros de la estación de Vosves, actualmente abandonado.
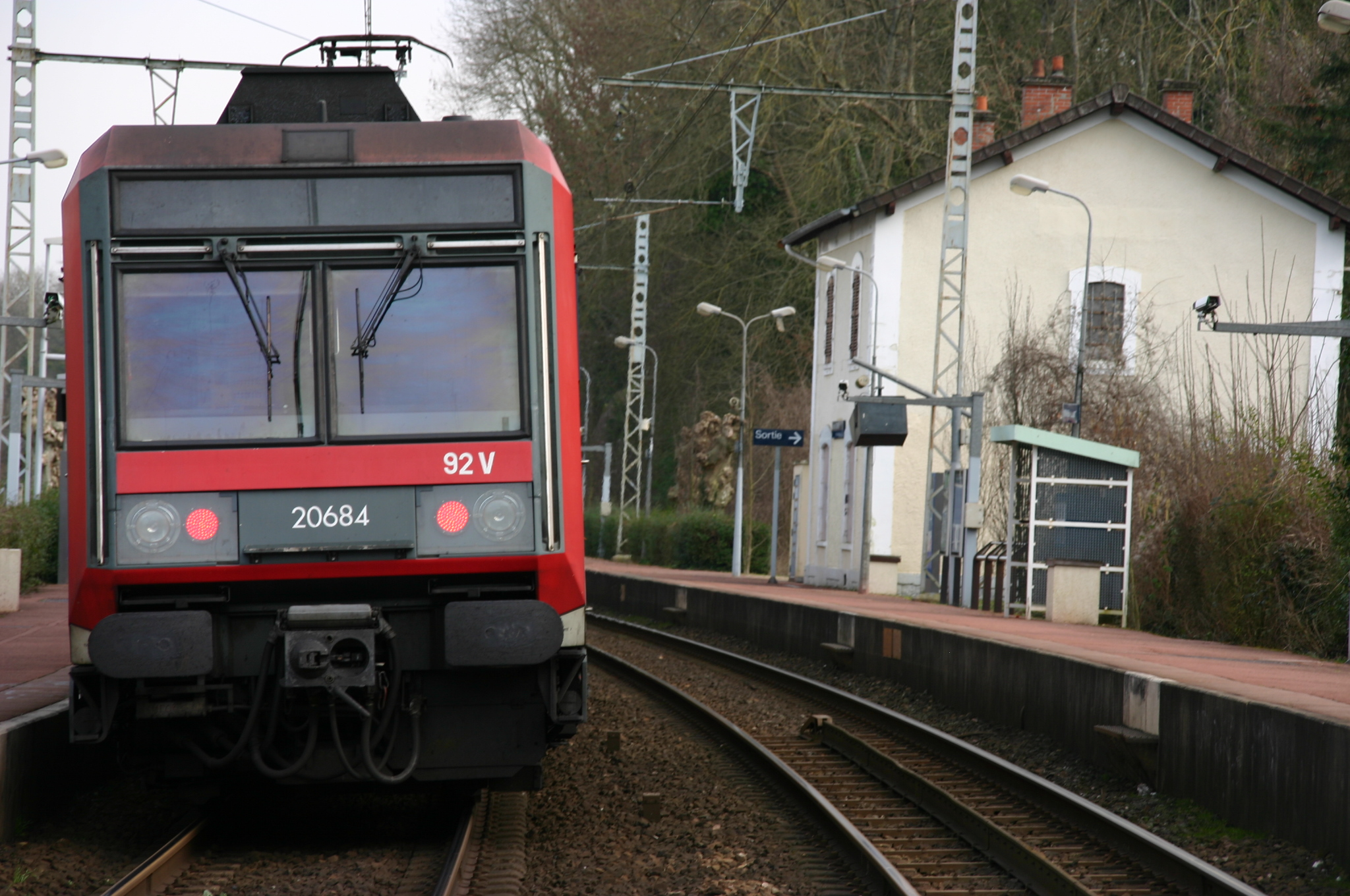
Andén.
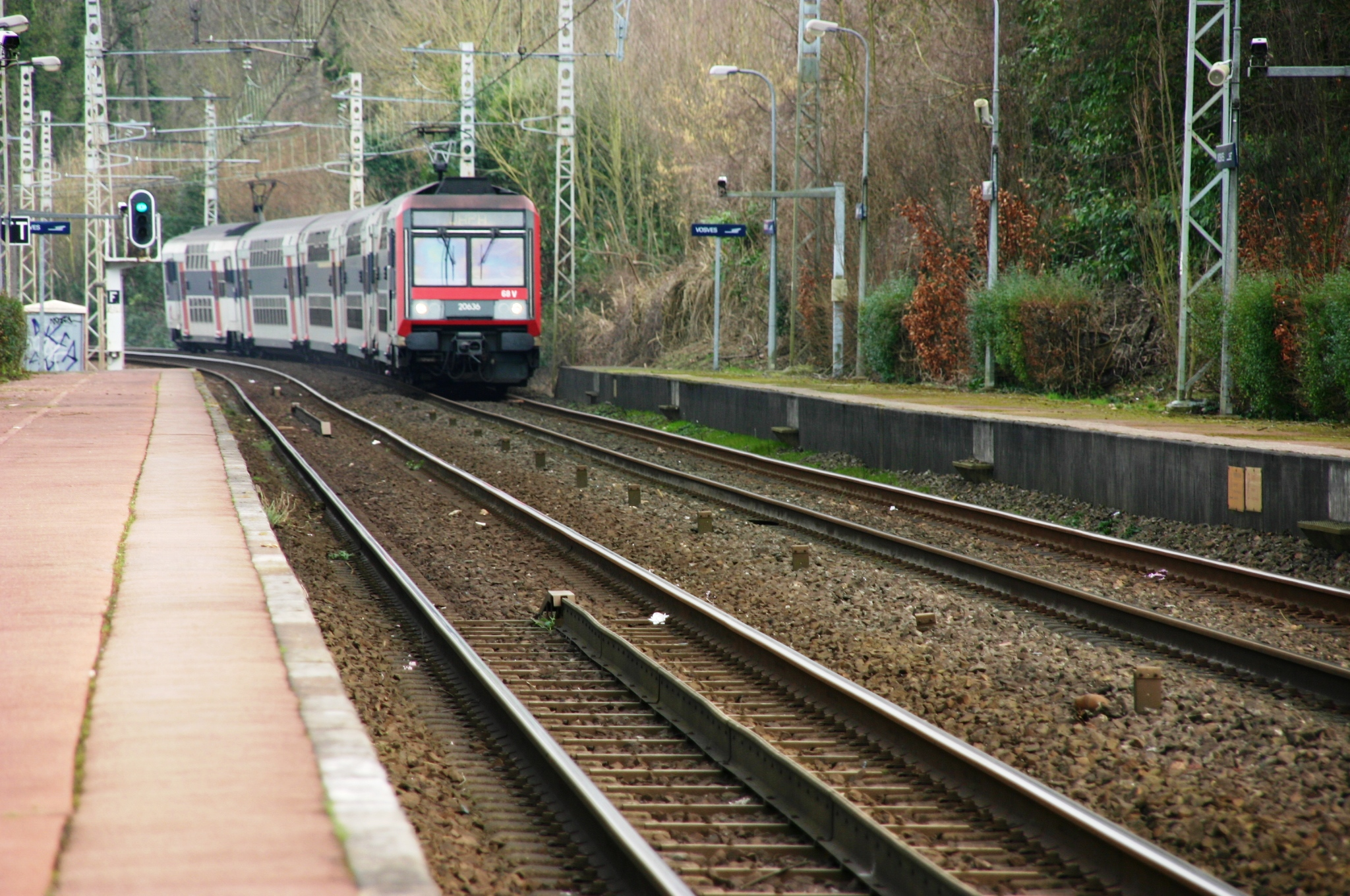
Rema Z 20500 sobre vía 2 en dirección de Corbeil-Essonnes.
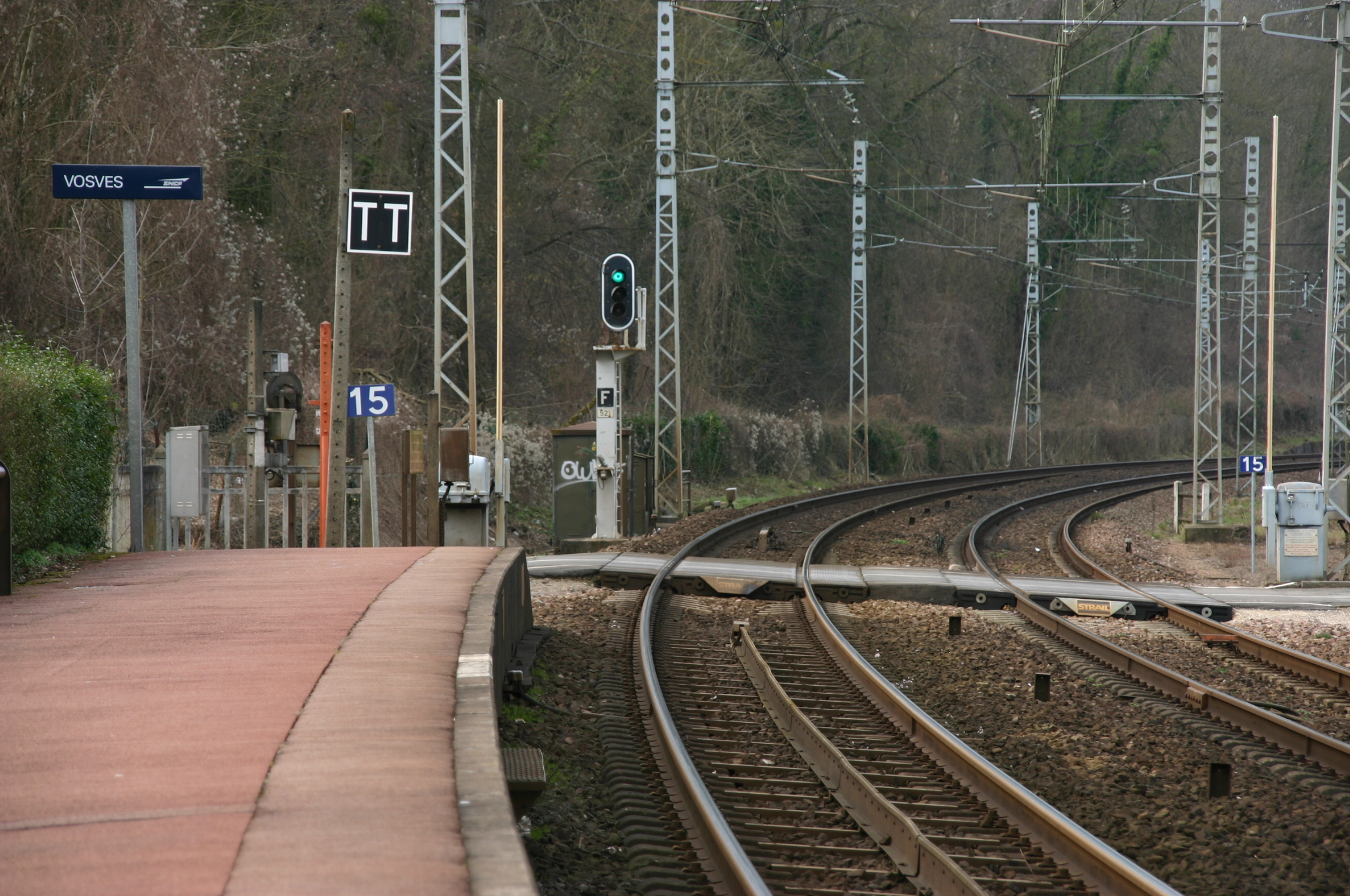
El paso a nivel al oeste de la estación.